# VC-002
La VC-002 es una carretera perteneciente al Ayuntamiento de Villafranca de Córdoba de la provincia de Córdoba, España, que comunica Villafranca de Córdoba con los Búnkeres de las Mojoneras.